# İbrahim Toraman
İbrahim Toraman (* 20. November 1981 in Sivas) ist ein ehemaliger türkischer Fußballspieler.

## Vereinskarriere
Toraman spielte zum ersten Mal als Profifußballer bei Sivas DSI Spor Amateure, mit denen er in seiner ersten Saison in der zweiten Liga den zweiten Platz erreichte. Danach ging er zu Gaziantepspor und unterschrieb einen Siebenjahresvertrag. 2004/05 entschied er sich für Beşiktaş Istanbul und unterzeichnete einen Dreijahresvertrag.
Nach einer Schlägerei mit seinem Mannschaftskollegen İbrahim Üzülmez wurde Toraman fristlos suspendiert, zu einer Geldstrafe von 80.000 Euro verurteilt und auf die Transferliste gesetzt. Diese Strafen wurden auch gegen Ibrahim Üzülmez verhängt. Der Grund für die hohe Bestrafung war, dass beide die Kapitäne der Mannschaft waren. Diese Entscheidung wurde später vom Vorstand zurückgenommen.
Für die Spielzeit 2014/15 wurde Toraman an den Ligakonkurrenten Sivasspor ausgeliehen.
Im Sommer 2015 beendete er seine Karriere.

## Nationalmannschaft
Toraman gab am 20. November 2002 gegen Italien sein Länderspieldebüt. 2003 spielte er in vier von fünf Confederations-Cup-Spielen mit und war auch am dritten Platz der türkischen Fußballnationalmannschaft beteiligt. Am 8. Juni 2005 beim WM-Qualifikationsspiel gegen Kasachstan schoss er mit dem in der 15. Minute das 2:0 für die türkische Nationalmannschaft sein erstes Länderspieltor.

## Erfolge und Pokale
- 1 × Türkischer Meister in der Saison 2008/2009 mit Beşiktaş Istanbul
- 4 × Türkischer Pokalmeister in den Saisons 2005/2006, 2006/2007, 2008/2009 und 2010/2011 mit Beşiktaş Istanbul
- 1 × Türkischer Superpokalsieger in der Saison 2006/2007 mit Beşiktaş Istanbul
- 1 × Confederations-Cup-Teilnehmer im Jahre 2003

## Privates
Ibrahim Toraman heiratete am 12. August 2014 im Çırağan-Palast Eylem Yildiz. Zu Seinen Trauzeugen gehörten unter anderem berühmte Persönlichkeiten bzw. ehemalige Vereinsangehörige von Beşiktaş Istanbul: Fikret Orman und Yildirim Demirören.